# Lehmgrube am Heulenberg
Lehmgrube am Heulenberg ist ein Naturschutzgebiet auf dem Gebiet der baden-württembergischen Gemeinde Pfinztal.

## Kenndaten
Das Naturschutzgebiet wurde mit Verordnung des Regierungspräsidiums Karlsruhe vom 29. November 1990 ausgewiesen und hat eine Größe von rund 9,1 Hektar. Es wird unter der Schutzgebietsnummer 2.132 geführt. Der CDDA-Code für das Naturschutzgebiet lautet 164413 und entspricht der WDPA-ID.

## Lage und Beschreibung
Das Schutzgebiet liegt ungefähr in der Mitte zwischen den Pfinztaler Ortsteilen Wöschbach und Söllingen. Es liegt im Naturraum 125-Kraichgau innerhalb der naturräumlichen Haupteinheit 12-Gäuplatten im Neckar- und Tauberland. Es wird weitgehend umschlossen vom Landschaftsschutzgebiet Nr. 2.15.056 Pfinzgau.

## Schutzzweck
Wesentlicher Schutzzweck ist gemäß Schutzgebietsverordnung die Erhaltung und Gestaltung des Sekundärbiotops mit Feuchtflächen, Steilwänden, Rohbodenflächen, Trocken- und Ruderalstandorten, Hecken und ökologisch wertvollen Waldtraufbereichen als Lebensraum heimischer Tiere und Pflanzen, insbesondere
- als Laichplatz gefährdeter Amphibien;
- als Lebensraum für Reptilien;
- als Lebensraum einer artenreichen Insektenwelt;
- als Brut- und Nahrungsraum selten gewordener Vogelarten und
- als Untersuchungsgebiet der wissenschaftlichen Forschung.